# 15-я смешанная авиационная дивизия
 15-я смешанная авиационная дивизия — воинское соединение вооружённых ВВС РККА для ведения боевых действий, принимавшее участие в Великой Отечественной войне с первых дней войны.

## Полное наименование

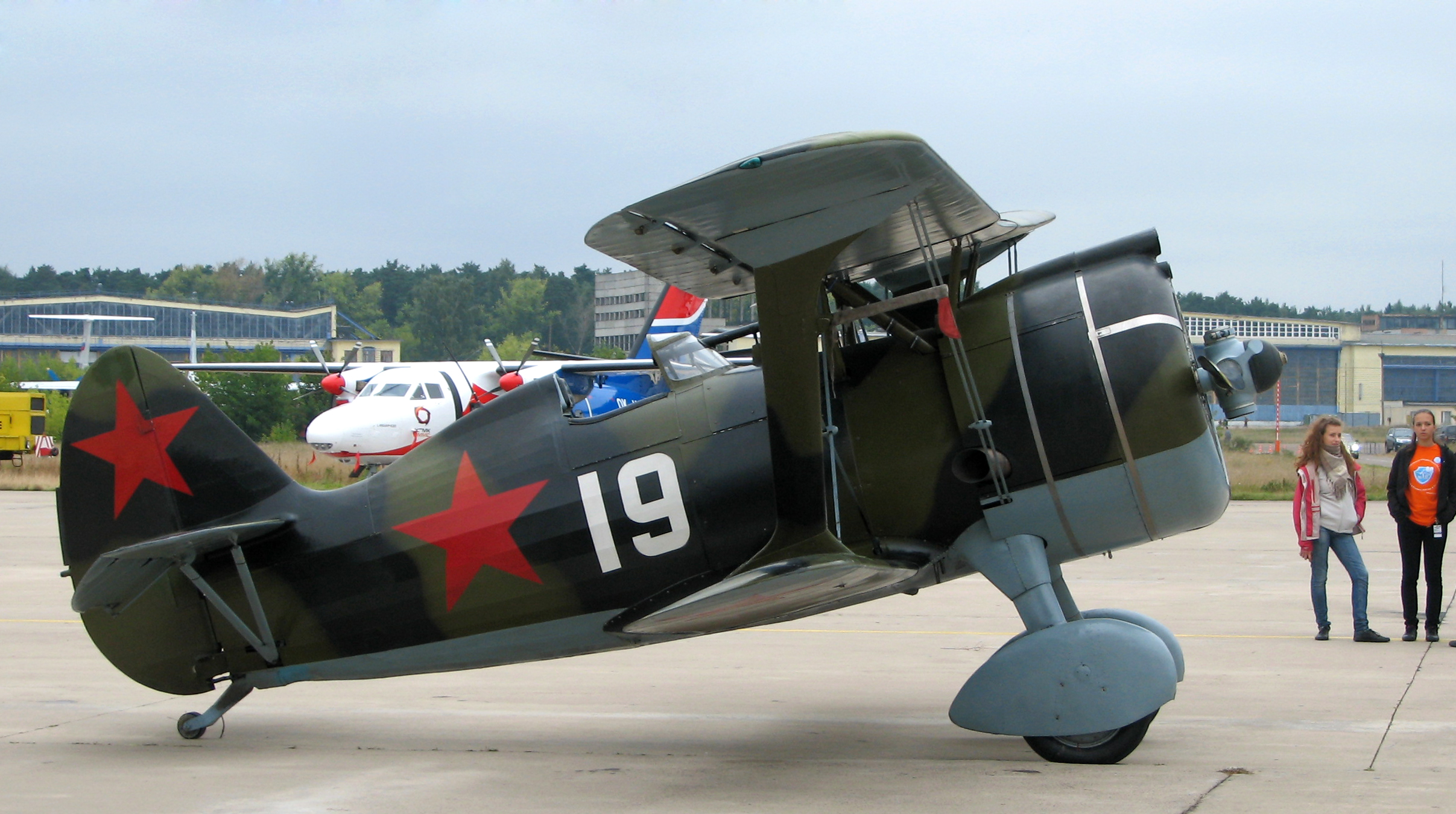
И-15 бис из состава 66-го шап

- 15-я смешанная авиационная дивизия;
- 6-я резервная авиационная группа (02.10.1941 г.);
- 146-я авиационная дивизия (12.11.1941 г.);
- Управление ВВС 49 армии (29.01.1942 г.);
- 204-я смешанная авиационная дивизия[1];
- 232-я штурмовая авиационная дивизия[1];
- 7-я гвардейская штурмовая авиационная дивизия[1];
- 7-я гвардейская штурмовая Дебреценская авиационная дивизия[1];
- 7-я гвардейская штурмовая Дебреценская Краснознамённая авиационная дивизия[1];
- 135-я гвардейская штурмовая Дебреценская Краснознамённая авиационная дивизия[1];
- 135-я гвардейская Дебреценская Краснознамённая авиационная дивизия истребителей-бомбардировщиков[1];
- Войсковая часть (Полевая почта) 49685[1].

## История и боевой путь дивизии
Сформирована во Львове в августе 1940 года на основании Постановления СНК № 1344-524сс от 25 июля 1940 года. 22 июня 1941 года полки дивизии имели 236 самолётов МиГ-3. За неполных два месяца войны лётчики 15-й сад совершили 6550 боевых вылетов, сбросили 98 860 кг бомб, израсходовали по наземным целям 1 750 310 снарядов и патронов, сбили в воздухе и уничтожили на земле 83 самолёта противника. В итоговых сводках штаба ВВС фронта дивизию часто отмечали в числе лучших соединений. Авиаполки получали благодарности от командования 26-й и 38-й армий, с которыми они взаимодействовали.

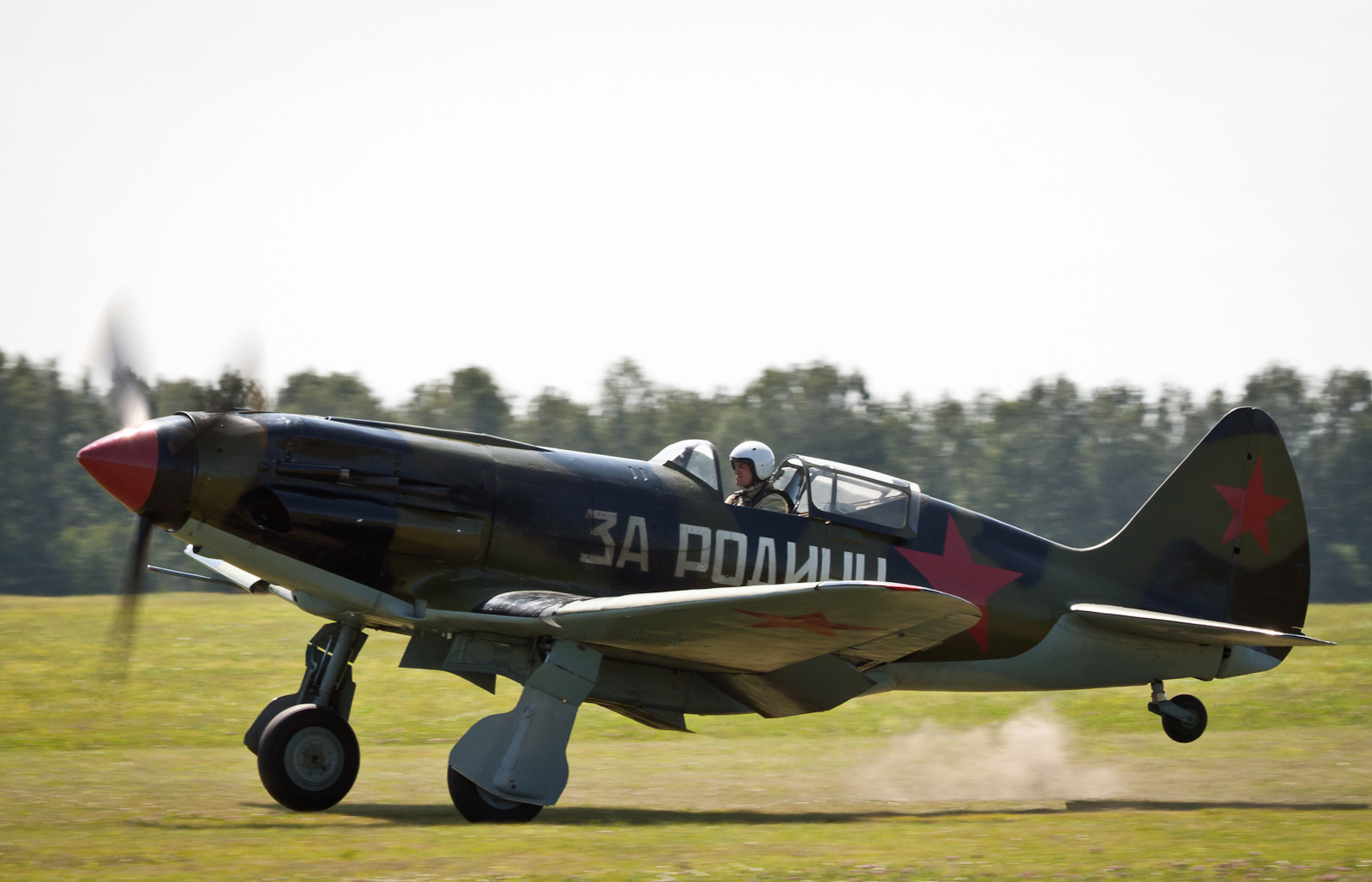
Самолёты дивизии МиГ-3

### Боевые действия28-го истребительного авиационного полка
Великую Отечественную войну 28-й истребительный авиационный полк встретил в составе 15-й смешанной авиадивизии ВВС Киевского Особого военного округа (с началом войны преобразованы в ВВС Юго-Западного фронта), имея в составе 63 самолёта МиГ-3 (из них 14 неисправных) и 20 И-16 (из них 7 неисправных). Перед началом войны полк базировался на аэродроме Чунев Львовского аэроузла.
Командир полка 22 июня поднял дежурное звено до первого налёта противника, что позволило сохранить боеспособеность полка. В течение дня одна группа истребителей полка была нацелена на перехват бомбардировщиков у Равы-Русской, а другая группа прикрывала Львов. Первая известная воздушная победа полка в Отечественной войне одержана 22 июня: старший лейтенант Бундюк И. С., пилотируя МиГ-3, в воздушном бою в районе деревни Синява сбил немецкий истребитель Ме-109. Всего лётчики полка к исходу дня выполнили к 114 самолёто-вылетов и сбили четыре самолёта противника. Отдельные летчиики и самолёты произвели в этот день от 8 до 10 вылетов. Наибольший урон полку нанесла своя же зенитная артиллерия, ставшая причиной гибели трёх самолёторв МиГ-3. Количество исправных новых истребителей в полку к концу дня равнялось 19.

### Боевые действия23-го истребительного авиационного полка
23-й истребительный авиационный полк на 22 июня имел в составе самолёты МиГ-3, И-153 и И-16. Первая известная воздушная победа полка в Отечественной войне одержана 22 июня: капитан Сурнов Н. А., пилотируя МиГ-3, в воздушном бою в районе Броды сбил немецкий истребитель Ме-109. Уже 15 июля 1941 года после интенсивных боев полк передал всю матчасть и лётчиков в 28-й иап, после чего убыл на доукомплектование и переучивание в тылАнохин В. А., Быков М. Ю. Все истребительные авиаполки Сталина : Первая полная энциклопедия. — М.: Яуза-пресс, 2014. — С. 20. — 944 с. — 1500 экз. — ISBN 978-5-9955-0707-9..

### В действующей армии
С 22 июня по 3 октября 1941 года.

### Участие в операциях и битвах
- Приграничные сражения — с 22 июня 1941 года по 27 июня 1941 года.
- Львовско-Луцкая оборонительная операция — с 27 июня 1941 года по 2 июля 1941 года.
- Уманская оборонительная операция — с 5 июля 1941 года по 4 августа 1941 года.
- Киевская операция[5] — с 11 июля 1941 года по 10 сентября 1941 года.
- Коростеньская оборонительная операция — с 11 июля 1941 года по 20 августа 1941 года.
- Оборонительная операция на подступах к Киеву — с 11 июля 1941 года по 20 августа 1941 года.
- Киевско-Прилуцкая оборонительная операция — с 20 августа 1941 года по 26 сентября 1941 года.

### Состав дивизии
На 22 июня 1941 года
Управление — Львов

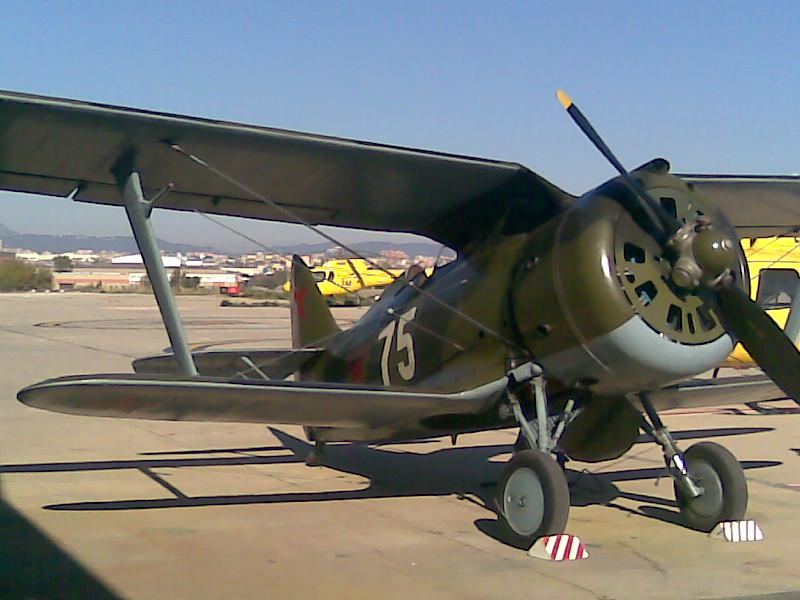
Самолёты И-153, переданные в июне 1941 года из состава 62-го шап

- 23-й истребительный авиационный полк — Львов, Аданы
- 28-й истребительный авиационный полк — Львов, Чунев
- 66-й штурмовой авиационный полк — Комарно, Куровице
- 164-й истребительный авиационный полк — Куровице

В разное время
- 23-й истребительный авиационный полк
- 28-й истребительный авиационный полк
- 89-й истребительный авиационный полк
- 164-й истребительный авиационный полк
- 62-й штурмовой авиационный полк
- 66-й штурмовой авиационный полк
- 45-й скоростной бомбардировочный авиационный полк
- 211-й бомбардировочный авиационный полк

### Отличившиеся воины
- Битюцкий Пётр Семёнович, политрук, комиссар эскадрильи 66-го штурмового авиационного полка (1-го формирования) 15-й смешанной авиационной дивизии Военно-воздушных сил Юго-Западного фронта 5 ноября 1942 года удостоен звания Герой Советского Союза. Посмертно.

### Подчинение
До войны входила в состав Киевского особого военного округа. В начале войны действовала на Юго-Западном фронте, первоначально в составе ВВС 6-й армии, а с первой декады июля 1941 года в непосредственном подчинении ВВС Юго-Западного фронта. В середине сентября 1941 года дивизия выведена в тыл в район Балашова.

### Командование дивизии
Командиры
- генерал-майор авиации Демидов Александр Афанасьевич, период нахождения в должности: с 08.08.1940 по 03.10.1941 г[6].
- подполковник Перминов Александр Романович (август-октябрь 1941) временно исполнял обязанности комдива, в связи с ранением Демидова[7].

Начальники штаба
- подполковник Перминов Александр Романович (июль-август 1941)[7]

### Базирование дивизии
- Перед началом войны во Львове.
- С середины сентября 1941 года — город Балашов.

### Переформирование дивизии
15-я смешанная авиационная дивизия переформирована 2 октября 1941 года в 6-ю резервную авиационную группу.